# 小玉正任
小玉 正任（こだま まさとう、1925年6月27日 - 2016年9月6日）は、日本の官僚、民俗学者。正四位。
秋田県出身。1951年東京文理科大学卒業後、総理府に入庁。1972年の復帰時に沖縄開発庁総務局総務課長、1974年迎賓館次長、1976年沖縄開発庁総合事務局長、1978年内閣広報室長、1979年賞勲局長、1982年に沖縄開発事務次官、1984年退職、公害等調整委員会委員。1995年、勲二等旭日重光章受章。
1995年から2006年まで沖縄協会の4代目会長を務めた。国立公文書館長、統計情報研究開発センター理事長なども務めた。官僚時代には、琉球大学図書館による琉球関係資料の収集予算の確保に尽力。警察庁に残っていた「琉球王国評定所文書」の県内移管や、内閣府の沖縄戦関係資料閲覧室の設置などにも協力した。
民間信仰「石敢當」の研究にも取り組み、県内外で調査し由来を明らかにした。ハブの生態研究や沖縄の陶器にも造詣が深かった。2003年「石敢當攷 わが国における現状と史料に基づく由来の検証」で筑波大学から博士（文学）の学位を得た。

## 著書
- 『毒蛇ハブ 毒ヘビの話あれこれ』日本広報センター 1975
- 『島痛み 沖縄の離島に生きる』文教図書 1985
- 『公文書が語る歴史秘話』毎日新聞社 1992
- 『史料が語る琉球と沖縄』毎日新聞社 1993
- 『「琉球」と「沖縄」の表記について・「那覇」の字体について 出典と変遷を探る』都市経済研究所 1994
- 『史料に登場する毒蛇ハブ』都市経済研究所 1997
- 『石敢當』琉球新報社 1999
- 『民俗信仰日本の石敢當』慶友社 考古民俗叢書 2004
- 『琉球と沖縄の名称の変遷』琉球新報社 2007
- 『国宝迎賓館赤坂離宮 沿革と解説』茜出版 2012

監修
- 『幕末公家集成』大賀妙子校訂・編集 新人物往来社 1993（監修）

## 論文
- <小玉正任